# Coonceil ny Gaelgey
El Coonceil ny Gaelgey  (en inglés: Manx Gaelic Advisory Council:) es el cuerpo regulador responsable del idioma manés.
El Coonceil fue creado en diciembre de 1985 como un subcomité de la Fundación del Patrimonio manés.  Este consejo se encarga de las versiones manesas de los títulos del gobierno y los nombres de las calles, como también de la creación de nuevas palabras y frases. 
El Coonceil apoya a organizaciones privadas y públicas interesadas en hacer uso de la lengua manesa. Actualmente, muchas organizaciones emplean el idioma manés no solo para añadir valor a sus servicios, sino también para fomentar la expansión de la cultura local.